# Буассезон, Эдди
Мари Сирил Эдди Буассезон (англ. Marie Cyril Eddy Boissézon; род. 28 марта 1953) — маврикийский политик, шестой вице-президент Маврикия с декабря 2019 по декабрь 2024 года.
Бывший член Маврикийского боевого движения, он присоединился к партии «Muvman Liberater» в 2014 году и был генеральным секретарём партии.
Он был членом парламента Маврикия с 1995 по 2000 год и снова с 2014 по 2019 год. Буассезон был назначен министром государственной службы и административных реформ в январе 2017 года и проработал на этом посту до ноября 2019 года.
До своей политической карьеры он работал в Barclays Bank, а затем менеджером по кадрам в Scott & Co. Ltd. Также был генеральным директором в ATICS & Co. Ltd.